# 생식자 발생
생식자 발생(영어: gametogenesis) 또는 배우자 발생은 이배체 또는 반수체 전구 세포(precursor cell)가 세포 분열과 분화를 거쳐 성숙한 반수체 생식자를 형성하는 생물학적 과정이다.

## 같이 보기
- 생식모세포